# Mangrovevink
De mangrovevink (Camarhynchus heliobates) is een van de zangvogels uit de grote Amerikaanse familie Thraupidae (tangaren). Veertien vogels werden in 1899 door een Amerikaanse wetenschappelijke expeditie verzameld en in 1901 geldig beschreven. De vogelsoort behoort tot de groep van de darwinvinken en komt als endemische soort alleen voor op de Galapagoseilanden.

## Kenmerken
De mangrovevink heeft een lange vrij puntige snavel en een gebogen bovensnavel waarmee boombast kan worden afgescheurd op zoek naar insecten. Het verenkleed is dofgrijs van boven, naar de stuit toe olijfgroen. De mangrovevink is van onder bleekwit met een vage streping. Het mannetje heeft een zwarte kop en dit zwart breidt zich geleidelijk uit als het mannetje ouder wordt. Deze boomvink lijkt erg op de spechtvink (C. pallidus) die niet zo zeldzaam is. De spechtvink gebruikt gereedschap, van de mangrovevink is dit gedrag niet bekend.

## Verspreiding en leefgebied
De mangrovevink kwam voor op de eilanden Fernandina en Isabela. Sinds de jaren 1970 zijn er geen waarnemingen meer gedaan op Fernandina. Uit onderzoek in de jaren 2007 tot en met 2009 bleek dat er tussen de 80 en 120 broedparen zijn overgebleven op het eiland Isabela, waar de vogel nog broedt in twee gebieden met mangrovebos.

## Status
De mangrovevink heeft een uiterst klein verspreidingsgebied (alleen nog op het eiland Isabela) en daardoor is de kans op uitsterven groot. De omvang van de wereldpopulatie werd in 2018 geschat op 40 tot 80 volwassen vogels. Als oorzaken van de achteruitgang worden een aantal ecologische factoren genoemd zoals de introductie van katten en de zwarte rat (R. rattus). Verder de kleine ani (Crotophaga ani een vogel die behoort tot de koekoeken, maar geen broedparasiet is), vuurmieren en een bloedzuigende vlieg (Philornis downsi). Door al deze bedreigingen staat de mangrovevink als kritiek (ernstig bedreigd) op de Rode Lijst van de IUCN.